# シャロン郡区 (アイオワ州オーデュボン郡)
シャロン郡区 (Sharon Township) は、アメリカ合衆国アイオワ州オーデュボン郡にある12の郡区の一つである。2000年の国勢調査で、人口は639人だった。

## 地理
シャロン郡区は93.0平方キロメートル（35.91平方マイル）で、Kimballtonが含まれている。アメリカ地質調査所によると、この郡区にはImmanuelの霊園1箇所が含まれている。